# 竹内健人 (ラグビー選手)
竹内 健人（たけうち けんと、1990年11月16日 - ）は、日本のラグビー選手。

## プロフィール
- 大阪府出身[1]。
- ポジションはフランカー(FL)。
- 身長 176cm、体重 92kg
- ニックネームは健人。

## 来歴
ラグビーを始めたきっかけは友人の誘いから。
2009年、天理高校卒業後、明治大学に入学する。
2012年、明治大学ラグビー部の主将に就任し、同チームの14年ぶりの関東大学ラグビー対抗戦グループ1部優勝に貢献した。
2013年、明治大学卒業後、豊田自動織機シャトルズに加入。同年10月6日に行われたジャパンラグビートップリーグ第5節のサントリーサンゴリアス戦に先発出場で公式戦初出場を果たした。。
2020年、豊田自動織機シャトルズを退団した。